# 杨士莪
杨士莪（1931年8月9日—2024年3月19日），男，祖籍河南南阳，生于天津英租界马场道，中国工程院院士，中国水声工程学科奠基人、水声科技事业开拓者之一，哈尔滨工程大学水声工程学院教授，中国声学学会名誉理事长。
2024年3月19日22时58分，杨士莪因病医治无效在哈尔滨逝世，享年93岁。9月19日，中共中央宣傳部追授他時代楷模稱號。

## 生平
1941年至1946年，就读于重庆南开中学。1947年，在南京中央大学附中高三毕业。1950年，于清华大学肄业。
1952年12月，参与中国人民解放军军事工程学院（哈军工）筹建。文革期间，水声领导小组因为客观原因，实际上处于解散状态。1956年加入中国共产党。
1978年，702研究所聘请杨士莪、何祚镛担任该所水动力噪声研究室的技术顾问，还成立过减振降噪科研培训班。1979年，杨士莪晋升为教授。
1982年，国防科工委恢复成立“水声专业组”。不久后，水声专业组被划归为六机部领导，杨士莪被任命为组长。1982年至1987年，兼任哈尔滨船舶工程学院副院长。
1995年，当选中国工程院院士。

## 奖项
杨士莪两获国家科学技术进步奖。曾入选“全国教书育人楷模”，获“终身奉献海洋”奖章，获评“全国优秀教师”“全国优秀科技工作者”等称号。

## 家庭
- 祖父：杨鹤汀，辛亥志士、民国时期南阳首任知府。[10]
- 父亲：杨廷宝，建筑大师、中国科学院院士。[10]
- 母亲：陈法青。[11]
- 长子：杨本贤，毕业于太原工学院，后创业成为一名技术研发人员。[11]
- 次子：杨本坚，毕业于东南大学自动化专业[11]，在美国定居。[10]
- 三子：杨本昭，毕业于西北工业大学，后留校任职。[11]
- 二叔：杨廷宾，画家。[11]
- 三叔：杨廷桢，中国共产党地下党员。[11]
- 二弟：杨士芹，早年从军，后任职于中国科学院，任后勤处处长。[11]
- 三弟：杨士萱，毕业于清华大学，从事建筑设计行业。[11]
- 大妹：杨士英，主修化学，毕业后担任南京大学化学系教授。[11]
- 二妹：杨士华，主修农耕，曾担任中央某研究所研究员。[11]